# 林日烺
林日烺（?—1643年），或名林日瑞，别號浴元（洛元），福建漳州府詔安縣軍籍。

## 生平
万历四十年（1612年）壬子科福建鄉試舉人，四十四年（1616年）丙辰科二甲二十名进士，兵部觀政，授庐州府推官，四十六年湖廣同考，四十八年補池州府推官，天啓五年行取考选，升户部主事，六年管御馬倉，崇禎元年管滸墅鈔關，三年蘇松监兑，四年升貴州司員外郎，升郎中，升浙江右參議，七年歷官江西右參政，丁憂歸，服闋，起故官，分守湖東。屬縣鉛山縣界閩，妖人聚山中謀不軌，圍攻鉛山。日瑞擊敗之，搗其巢穴。累官右僉都御史、巡撫甘肅，崇禎十六年十二月，李自成流賊薄甘州，日瑞及总兵马爌、副总兵郭天吉、同知蓝台等并死之。

## 家族
曾祖林彦佩。祖父林大辂。父林而興，推官。

## 延伸阅读
[在维基数据编辑]
 《明史卷二百六十三》，出自《明史》